# Ķ
Das Ķ (kleingeschrieben ķ) ist ein Buchstabe des lateinischen Schriftsystems. Obwohl er typografisch meist als ein K mit untergesetztem Komma realisiert ist, wird er in Unicode als „K mit Cedille“ bezeichnet. 
In der lettischen Sprache ist das Ķ der siebzehnte Buchstabe im Alphabet. Das Komma unter dem K zeigt eine Palatalisierung an, demnach steht das Zeichen für einen stimmlosen palatalen Plosiv (IPA: c). Außer dem Ķ hat das Lettische noch das Ģ, das Ļ sowie das Ņ.
Ferner ist das Ķ in ISO 9 die offizielle Transliteration des kyrillischen Buchstaben Қ.

## Darstellung auf dem Computer
Unicode enthält das Ķ an den Codepunkten U+0136 (Großbuchstabe) und U+0137 (Kleinbuchstabe).
Die benannten HTML-Zeichenentitäten lauten &Kcedil; für das große Ķ und &kcedil; für das kleine ķ.
Mit der deutschen Standard-Tastaturbelegung E1 und deren Vorgängerfassung T2 wird Ķ/ķ mit der Tastenfolge Alt Gr+j (für die Cedille) gefolgt von K/k eingegeben, oder auch mit der Tastenfolge Alt Gr+k (für das Unterkomma) gefolgt von K/k. Somit führen sowohl die für Benutzer mit Kenntnis der Zeichenfunktion als auch die für an der Zeichengestalt orientierte Benutzer naheliegende Tastenfolge gleichermaßen zu dem beabsichtigten Ergebnis.